# 許されない恋
「許されない恋」（ゆるされないこい）は、PAMELAHの13枚目のシングル。

## 概要
表題曲は、日本テレビ系ドラマ『ア・オ・ゾ・ラ・マ・ー・ジ・ャ・ン』主題歌。

## 収録曲
1. 許されない恋
  - 作詞：水原由貴　作曲・編曲：小澤正澄
2. FIND OUT
  - 作詞：水原由貴　作曲・編曲：小澤正澄
3. 許されない恋 (オリジナル･カラオケ)